# Нижние Нарыкары
Нижние Нары́кары — деревня в Октябрьском районе Ханты-Мансийского автономного округа — Югры. Входит в состав Сельского поселения Перегрёбное.
Почтовый индекс — 628103, код ОКАТО — 71121918001.
Расположена на левом берегу Малой Оби в 25 км к востоку от Игрима.

## Климат
Климат резко континентальный, зима суровая, с сильными ветрами и метелями, продолжающаяся семь месяцев. Лето относительно тёплое, но быстротечное.

## Население
| 2010 |
| ---- |
| 526  |